# Sangavella vineta
Sangavella vineta är en bägardjursart som beskrevs av Ernst Marcus 1957. Sangavella vineta ingår i släktet Sangavella och familjen Pedicellinidae. Inga underarter finns listade i Catalogue of Life.